# Cikháj
Cikháj település Csehországban, a Žďár nad Sázavou-i járásban. Cikháj Sklené, Vojnův Městec, Světnov, Škrdlovice, Tři Studně, Fryšava pod Žákovou horou és Herálec településekkel határos. Lakosainak száma 106 fő (2024. január 1.).

## Népesség
A település lakosságának változását az alábbi diagram mutatja:
| Lakosok száma | 445  | 368  | 342  | 209  | 119  | 110  | 110  | 108  | 110  | 106  |
|               | 1869 | 1890 | 1921 | 1950 | 1980 | 2001 | 2017 | 2019 | 2022 | 2024 |